# Staatspreis Innovation

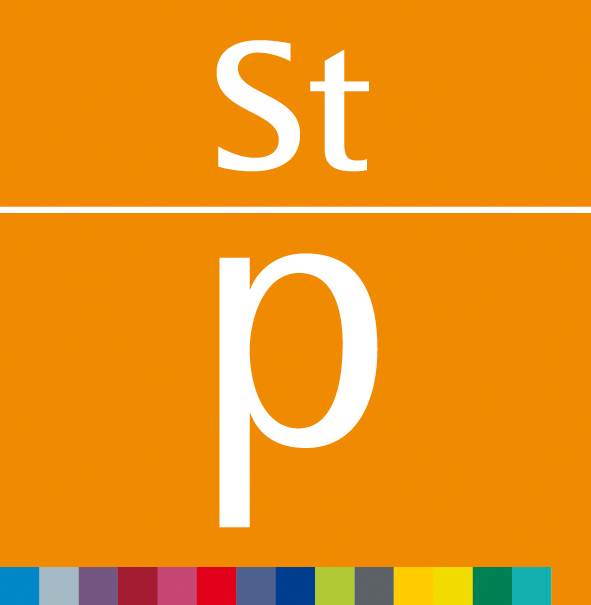
Logo des Staatspreises Innovation

Mit dem Staatspreis Innovation wird seit 1979 jährlich das innovativste Unternehmen Österreichs durch das Bundesministerium für Digitalisierung und Wirtschaftsstandort (BMDW) ausgezeichnet. Der Preis gehört zur Gruppe der Staatspreise der Republik Österreich.

## Beschreibung
Seit 1979 erhalten Unternehmen jedes Jahr mit dem Staatspreis Innovation die höchste Auszeichnung für besonders innovative Leistungen.
Die Austria Wirtschaftsservice Gesellschaft (AWS) – die Finanzierungs- und Förderungsbank der Republik Österreich – organisiert im Auftrag des Bundesministeriums für Digitalisierung und Wirtschaftsstandort und in Kooperation mit zahlreichen Bundesländer-Partnern den Staatspreis Innovation und die Sonderpreise ECONOVIUS und VERENA.
Die Kooperationspartner in den Bundesländern ermitteln ihre Teilnehmer durch regionale Innovationswettbewerbe und melden diese der aws. Eine Fachjury wählt aus diesem Kandidatkreis die max. sechs besten Projekte aus, die offiziell zum Staatspreis Innovation nominiert werden.
Die nominierten Projekte werden im Rahmen einer festlichen Verleihungsfeier der Öffentlichkeit vorgestellt und durch die Bundesministerin für Digitalisierung und Wirtschaftsstandort mit einer Nominierungsurkunde ausgezeichnet.
Neben den Nominierungen ist die Verleihung des Staatspreis Innovation an das Sieger-Unternehmen durch die Bundesministerin für Digitalisierung und Wirtschaftsstandort der Höhepunkt des Abends. Durch den Gewinn des Staatspreis Innovation erfährt ein Unternehmen die höchste Anerkennung und Auszeichnung für besonders innovative Leistungen.
Der ECONOVIUS wird im Rahmen der Staatspreis-Veranstaltung an das innovativste kleine oder mittlere Unternehmen (KMU) verliehen. Überreicht und unterstützt wird dieser Sonderpreis durch die Wirtschaftskammer Österreich.
Seit 2012 wird auch der Sonderpreis „VERENA - powered by VERBUND“ im Rahmen der Staatspreis-Veranstaltung verliehen.
Der Sonderpreis „VERENA powered by VERBUND“ zeichnet Unternehmen aus, die in den Bereichen Energieeffizienz-/management, erneuerbare Energien, E-Mobilität und Energiesysteme innovative Projekte mit Universitäten, Fachhochschulen oder außeruniversitären Forschungseinrichtungen umgesetzt haben.

## Teilnahmebedingungen
Teilnehmen können österreichische Firmen, die innovative Produkte, Verfahren oder Dienstleistungen entwickelt und auf den Markt gebracht haben. Die Umsetzung der Innovation sollte weitgehend abgeschlossen sein, zumindest erste Erfahrungen über die Auswirkungen der Innovation sollten bereits vorliegen.
In jedem Bundesland werden von den Kooperationspartnern regionale Innovationspreise ausgetragen. Die drei besten Projekte jedes Innovationspreises qualifizieren sich für den Staatspreis Innovation.
Bewerbungen werden an die Einreichstelle des jeweiligen Bundeslandes gerichtet, in dem sich der Firmensitz befindet.

## Jurybewertung
Im Mittelpunkt der Jurybewertung stehen die Bewertung des Produktes, Verfahrens oder der Dienstleistung selbst, relevante unternehmerische Daten sowie die Auswirkungen der Innovation auf Markt, Umwelt und Volkswirtschaft. Bei der Beurteilung achtet die Jury besonders auf:
- Innovation: Originalität, Raffinesse bzw. Neuheit des Projekts, Innovationsgrad
- Unternehmerische Leistung: das unternehmerische Risiko, Entwicklungskosten der Innovation, Maßnahmen zur Förderung eines innovationsfreundlichen Betriebsklimas
- Auswirkungen der Innovation auf: den Nutzen für Kunden, Allgemeinheit, Ökologie und Umwelt, Marktchancen sowie Kooperationen und volkswirtschaftliche Effekte

## Dotierung
Alle zum Staatspreis Innovation nominierten Unternehmen erhalten eine Urkunde sowie attraktive Medienpräsenz in Print- und Digitalmedien. Zusätzlich erhalten die nominierten Unternehmen einen eigens für die Preisverleihung produzierten Video-Clip über das eingereichte Projekt.
Das Sieger-Unternehmen des Staatspreis Innovation wird von der Bundesministerin für Digitalisierung und Wirtschaftsstandort durch Übergabe der Staatsurkunde zum Staatspreis-Träger Innovation ernannt.
Neben der Imageaufwertung erwarten den Staatspreisträger / die Staatspreisträgerin eine künstlerisch wertvolle Trophäe, die von der Universität für angewandte Kunst eigens für den Staatspreis Innovation entworfen wurde, sowie attraktive Medienpräsenz.
Der Sonderpreis ECONOVIUS ist mit einem Preisgeld von EUR 12.000,- dotiert, welches von der Wirtschaftskammer Österreich zur Verfügung gestellt wird.
Der Sonderpreis „VERENA - powered by VERBUND“ ist mit einem Preis von EUR 12.000,- dotiert, welcher von der VERBUND AG zur Verfügung gestellt wird.

## Preisträger
- 2005: Das steirische Unternehmen Efkon (STMK) erhielt die Auszeichnung für die Entwicklung des ISO-CALM Infrarot Standards. Dieser Standard kommt bei der Fahrzeug-zu-Fahrzeug-Kommunikation zum Einsatz.
- 2006: Sondermaschinenerzeuger für die Flachglasindustrie Lisec (NÖ) entwickelte eine vollautomatische Dünnglasvorspannanlage, mit der es erstmals möglich wird, extrem dünne Flachgläser (unter 3 mm) auch bei unterschiedlichster Beschichtung und Formgebung unter Produktionsbedingungen vorzuspannen.
- 2007: Die burgenländische Lumitech Produktion und Entwicklung GmbH (BLGD) entwickelte ein LED-Modul, das Standard-Glühbirnen, Standard-Halogenleuchtmittel, Standard-Leuchten etc. ersetzen kann. Das LED-Modul ist um ca. 30 % effizienter als die ohnehin schon effiziente LED-Technologie.
- 2008: Das oberösterreichische Unternehmen Fronius entwickelte ein Verfahren (DeltaSpot), das im Automobil-Leichtbau ein automatisiertes Verbinden von Aluminium und Stahl ermöglicht.
- 2009: Das steirische Unternehmen Binder+Co AG gewann mit der Entwicklung des ersten industrietauglichen Systems zur Aussortierung von Sonderglas aus Recycling-Glasscherben.
- 2010: Das steirische Unternehmen ACC Austria GmbH erhielt den Staatspreis für den Kühl-Kompressor „Delta“.
- 2011: Das Linzer Unternehmen Anger Machining GmbH erhielt den Staatspreis für die Entwicklung der „HCX Technologie“ – einer Anlage für die Zerspanung von Präzisionsteilen in der Serienfertigung. Das Unternehmen ACC Austria aus Fürstenfeld erhielt den Preis für den Kühlkompressor „Delta“. Das Herzstück jedes Kühl- und Gefrierschrankes kann bis zu 50 Prozent der Energiekosten einsparen.
- 2012: Das oberösterreichische Unternehmen TRUMPF Maschinen Austria GmbH & Co. KG erhielt den Staatspreis für die Entwicklung der Highspeed-Biegezelle „TruBend Cell 7000“ – eine neuartige, vollautomatische Biegezelle zum Biegen von Kleinteilen aus Stahlblech.
- 2013: Das Unternehmen Infineon Technologies Austria AG mit Sitz in Kärnten erhielt den Staatspreis für das Projekt „Power300 – Leistungshalbleiter auf 300mm Wafern“.
- 2014: Das Unternehmen MED-EL Elektromedizinische Geräte Gesellschaft m.b.H. erhielt den Staatspreis für das weltweit erste aktive Knochenleitungsimplantat „Bonebridge“.
- 2015: Das Unternehmen voestalpine Stahl GmbH erhielt den Staatspreis für das Projekt „hs-ultraform®“.
- 2016: Das steirische Unternehmen ams AG erhielt den Staatspreis für das Projekt „Optische Sensorfamilie von ams integriert berührungslose Gestenerkennung“.
- 2017: Das oberösterreichische Unternehmen EV Group erhielt den Staatspreis für das Projekt „SmartNIL – Prozess und Großserien-Produktionsanlage für die Nanopräge-Lithographie“.
- 2018: Das Salzburger Unternehmen W&H Dentalwerk Bürmoos GmbH erhielt den Staatspreis für das Projekt „Primea Advanced Air – ein Technologiesprung in der Zahnbehandlung“.
- 2019: Das niederösterreichische Unternehmen In-Vision Digital Imaging Optics GmbH erhielt den Staatspreis für das Projekt „Intelligente Belichtungsmaschine für seriellen 3D Druck“[2][3]
- 2021: Staatspreis: Rosenbauer International für das Projekt Revolutionary Technology (RT); Sonderpreis Econovius an Dr. Bohrer Lasertec GmbH, Sonderpreis Verena an Lambda Wärmepumpen GmbH[4]
- 2022: Staatspreis: DSM Austria GmbH für das Projekt ZENzyme; Sonderpreis Econovius an Luxinergy GmbH, Sonderpreis Verena an EnliteAI GmbH[5]